# 1. FC Slovácko
1. FC Slovácko là một câu lạc bộ bóng đá Séc có trụ sở ở Uherské Hradiště. Đội được thành lập năm 1927 với tên gọi SK Staré Město và vào ngày 1 tháng 7 năm 2000 có tên là 1. FC Synot, với sự hợp nhất của đội bóng gốc và FC Slovácká Slavia Uherské Hradiště. Kể từ năm 2009 câu lạc bộ thi đấu ở Giải bóng đá vô địch quốc gia Séc. Slovácko có 2 lần vào chung kết Cúp bóng đá Séc mặc dù chưa vô địch lần nào.

## Lịch sử
Thành lập năm 1927 với tên gọi SK Staré Město, câu lạc bộ thi đấu chủ yếu ở các hạng dưới của bóng đá Tiệp Khắc và sau này là bóng đá Séc.
Staré Město vô địch Giải bóng đá Moravskoslezská mùa giải 1996–97 và được thăng hạng Czech 2. Liga năm 1997. Câu lạc bộ giành quyền thăng hạng từ Czech 2. Liga năm 2000 trước 5 vòng đấu. Điều này đánh dấu lần đầu tiên được thi đấu ở hạng cao nhất quốc gia. Câu lạc bộ hợp nhất với Slovácká Slavia Uherské Hradiště năm 2000, với tên gọi 1. FC Synot. Trong những mùa giải đầu tiên tại Giải bóng đá vô địch quốc gia Séc, đội bóng tham dự giải châu Âu nhiều lần, với 3 lần góp mặt ở UEFA Intertoto Cup. Mùa hè năm  2004, câu lạc bộ chính thức đổi tên thành 1. FC Slovácko. Slovácko vào chung kết Cúp bóng đá Séc 2004–05, thất bại 2–1 trước nhà vô địch Baník Ostrava.
Câu lạc bô thi đấu 7 năm ở Giải bóng đá vô địch quốc gia Séc trước khi bị xuống hạng năm 2007. Câu lạc bộ thi đấu 2 năm ở hạng hai, và được thăng hạng trở lại mặc dù xếp thứ 10 chung cuộc tại Czech 2. Liga 2008–09, khi đội bóng xếp thứ hai mùa giải đó, Čáslav, bán cho Slovácko giấy phép thi đấu ở hạng cao nhất. Cùng mùa giải đó, câu lạc bộ một lần nữa vào chung kết Cúp bóng đá Séc, và thất bại trước Teplice.

## Lịch sử tên gọi
- 1927–1948: SK Staré Město
- 1948–1953: Sokol Staré Město
- 1953–1993: Jiskra Staré Město
- 1993: SFK Staré Město
- 1994–1999: FC Synot Staré Město
- 1999–2000: FC Synot
- 2000–2004: 1. FC Synot (sau khi hợp nhất với Slovácká Slavia Uherské Hradiště)
- 2004–: 1. FC Slovácko

## Cầu thủ

### Đội hình hiện tại
Tính đến 5 tháng 7 năm 2021
Ghi chú: Quốc kỳ chỉ đội tuyển quốc gia được xác định rõ trong điều lệ tư cách FIFA. Các cầu thủ có thể giữ hơn một quốc tịch ngoài FIFA.
| Số | VT | Quốc gia     | Cầu thủ           |
| -- | -- | ------------ | ----------------- |
| 1  | TM | Cộng hòa Séc | Filip Nguyễn      |
| 3  | HV | Cộng hòa Séc | Michal Kadlec     |
| 4  | HV | Cộng hòa Séc | Jaromír Srubek    |
| 7  | TĐ | Nga          | Timur Melekestsev |
| 8  | TV | Cộng hòa Séc | Daniel Mareček    |
| 10 | TV | Cộng hòa Séc | Jan Navrátil      |
| 11 | TV | Cộng hòa Séc | Milan Petržela    |
| 13 | TV | Cộng hòa Séc | Michal Kohút      |
| 14 | HV | Cộng hòa Séc | Josef Divíšek     |
| 15 | TV | Cộng hòa Séc | Václav Jurečka    |
| 16 | HV | Slovakia     | Patrik Šimko      |
| 18 | TV | Cộng hòa Séc | Lukáš Sadílek     |

| Số | VT | Quốc gia     | Cầu thủ                                |
| -- | -- | ------------ | -------------------------------------- |
| 19 | TV | Cộng hòa Séc | Jan Kalabiška                          |
| 20 | TV | Cộng hòa Séc | Marek Havlík                           |
| 22 | TĐ | Curaçao      | Rigino Cicilia                         |
| 23 | HV | Cộng hòa Séc | Petr Reinberk                          |
| 25 | TM | Cộng hòa Séc | Vít Nemrava                            |
| 27 | HV | Slovakia     | Michal Tomič                           |
| 28 | TV | Cộng hòa Séc | Vlastimil Daníček                      |
| 31 | TĐ | Cộng hòa Séc | Ondřej Šašinka (mượn từ Baník Ostrava) |
| 91 | TM | Slovakia     | Pavol Bajza                            |
| —  | TM | Cộng hòa Séc | Jiří Borek                             |
| —  | TV | Cộng hòa Séc | Daniel Holzer                          |
| —  | HV | Montenegro   | Marko Merdović                         |

### Cho mượn
Ghi chú: Quốc kỳ chỉ đội tuyển quốc gia được xác định rõ trong điều lệ tư cách FIFA. Các cầu thủ có thể giữ hơn một quốc tịch ngoài FIFA.
| Số | VT | Quốc gia | Cầu thủ |
| -- | -- | -------- | ------- |

## Dự bị
Tính đến mùa giải 2019/20, đội dự bị của câu lạc bộ 1. FC Slovácko B thi đấu ở Giải bóng đá Moravskoslezská (cấp độ 3 trong hệ thống giải bóng đá Séc).

## Thành tích của cầu thủ tại Giải bóng đá vô địch quốc gia Séc
Tính đến 30 tháng 5 năm 2021.
Các cầu thủ tô đậm đang nằm trong đội hình hiện tại.
| #  | Tên                | Số trận |
| -- | ------------------ | ------- |
| 1  | Petr Reinberk      | 243     |
| 2  | Vlastimil Daníček  | 235     |
| 3  | Marek Havlík       | 221     |
| 4  | Petr Drobisz       | 186     |
| 5  | Pavel Němčický     | 182     |
| 6  | Veliče Šumulikoski | 169     |
| 7  | Tomáš Košút        | 158     |
| 8  | Tomáš Polách       | 155     |
| 9  | Vladimír Malár     | 136     |
| 10 | Milan Heča         | 130     |
| 10 | Milan Petržela     | 130     |

| #  | Tên               | Bàn thắng |
| -- | ----------------- | --------- |
| 1  | Libor Došek       | 52        |
| 2  | Jiří Kowalík      | 34        |
| 3  | Vlastimil Daníček | 29        |
| 4  | Tomáš Zajíc       | 26        |
| 5  | Milan Ivana       | 22        |
| 6  | Marek Havlík      | 21        |
| 7  | Jiří Valenta      | 20        |
| 8  | Vladimír Malár    | 19        |
| 8  | Jaroslav Diviš    | 19        |
| 10 | Milan Kerbr       | 17        |

### Số trận giữ sạch lưới nhiều nhất
| # | Tên          | Số trận giữ sạch lưới |
| - | ------------ | --------------------- |
| 1 | Petr Drobisz | 56                    |
| 2 | Milan Heča   | 32                    |
| 3 | Matouš Trmal | 22                    |

## Huấn luyện viên
- František Komňacký (1997–2001)
- Dušan Radolský (2001–2002)
- Milan Bokša (2002)
- Radek Rabušic (2002–2003)
- Karel Jarolím (tháng 7 năm 2003 – tháng 6 năm 2005)
- Ladislav Molnár (tháng 12 năm 2004 – tháng 11 năm 2005)
- Stanislav Levý (tháng 11 năm 2005 – tháng 6 năm 2006)
- Jiří Plíšek (tháng 6 – tháng 11 năm 2006)
- Pavel Malura (tháng 11 năm 2006 – tháng 1 năm 2008)
- Leoš Kalvoda (tháng 1 – tháng 7 năm 2008)
- Ladislav Jurkemik (tháng 7 – tháng 12 năm 2008)
- Josef Mazura (tháng 12 năm 2008 – tháng 12 năm 2009)
- Miroslav Soukup (tháng 1 năm 2010 – tháng 8 năm 2012)
- Svatopluk Habanec (tháng 8 năm 2012 – tháng 5 năm 2016)
- Stanislav Levý (tháng 6 năm 2016 – tháng 9 năm 2017)
- Michal Kordula (tháng 9 năm 2017 – tháng 11 năm 2018)
- Martin Svědík (tháng 11 năm 2018 – nay)

## Lịch sử thi đấu ở giải quốc gia
| - 1993–97 Giải bóng đá Moravskoslezská - 1997–00 Czech 2. Liga - 2000–07 Giải bóng đá vô địch quốc gia Séc - 2007–09 Czech 2. Liga - 2009– Giải bóng đá vô địch quốc gia Séc |

- Số mùa giải thi đấu ở Cấp độ 1 của hệ thống giải bóng đá: 19
- Số mùa giải thi đấu ở Cấp độ 2 của hệ thống giải bóng đá: 5
- Số mùa giải thi đấu ở Cấp độ 3 của hệ thống giải bóng đá: 4

### Cộng hòa Séc
| Mùa giải  | Giải đấu | Thứ hạng | St | T  | H  | B  | BT | BB | HS  | Đ   | Cúp         |
| --------- | -------- | -------- | -- | -- | -- | -- | -- | -- | --- | --- | ----------- |
| 1993–94   | 3. liga  | thứ 6    | 30 | 14 | 5  | 11 | 44 | 38 | +6  | 33  |             |
| 1994–95   | 3. liga  | thứ 4    | 30 | 14 | 8  | 8  | 44 | 33 | +11 | 50  |             |
| 1995–96   | 3. liga  | thứ 4    | 28 | 13 | 7  | 8  | 52 | 40 | +12 | 46  |             |
| 1996–97   | 3. liga  | thứ 1    | 28 | 20 | 6  | 2  | 61 | 22 | +39 | 66  |             |
| 1997–98   | 2. liga  | thứ 4    | 30 | 14 | 4  | 10 | 42 | 34 | +8  | 46  | Vòng 32 đội |
| 1998–99   | 2. liga  | thứ 3    | 30 | 20 | 7  | 3  | 64 | 26 | +38 | 67  | Vòng 64 đội |
| 1999–2000 | 2. liga  | thứ 1    | 30 | 24 | 4  | 2  | 76 | 29 | +47 | 76  | Vòng 64 đội |
| 2000–01   | 1. liga  | thứ 11   | 30 | 9  | 10 | 11 | 37 | 35 | +2  | 37  | Vòng 16 đội |
| 2001–02   | 1. liga  | thứ 11   | 30 | 10 | 6  | 14 | 31 | 38 | –7  | 36  | Vòng 32 đội |
| 2002–03   | 1. liga  | thứ 8    | 30 | 11 | 7  | 12 | 39 | 40 | –1  | 40  | Vòng 32 đội |
| 2003–04   | 1. liga  | thứ 5    | 30 | 14 | 6  | 10 | 43 | 37 | +6  | 48  | Vòng 32 đội |
| 2004–05   | 1. liga  | thứ 13   | 30 | 10 | 14 | 6  | 30 | 22 | +8  | 32† | Á quân      |
| 2005–06   | 1. liga  | thứ 7    | 30 | 9  | 11 | 10 | 29 | 28 | +1  | 38  | Tứ kết      |
| 2006–07   | 1. liga  | thứ 16   | 30 | 3  | 10 | 17 | 20 | 39 | –19 | 19  | Tứ kết      |
| 2007–08   | 2. liga  | thứ 5    | 30 | 13 | 9  | 8  | 40 | 27 | +13 | 48  | Vòng 32 đội |
| 2008–09   | 2. liga  | thứ 10   | 30 | 9  | 12 | 9  | 25 | 29 | –4  | 39  | Á quân      |
| 2009–10   | 1. liga  | thứ 14   | 30 | 8  | 6  | 16 | 28 | 42 | –14 | 30  | Vòng 64 đội |
| 2010–11   | 1. liga  | thứ 12   | 30 | 8  | 7  | 15 | 27 | 43 | –16 | 31  | Vòng 64 đội |
| 2011–12   | 1. liga  | thứ 7    | 30 | 12 | 5  | 13 | 29 | 32 | –3  | 41  | Vòng 16 đội |
| 2012–13   | 1. liga  | thứ 9    | 30 | 10 | 7  | 13 | 37 | 41 | –4  | 37  | Tứ kết      |
| 2013–14   | 1. liga  | thứ 6    | 30 | 11 | 7  | 12 | 43 | 40 | +3  | 40  | Vòng 16 đội |
| 2014–15   | 1. liga  | thứ 9    | 30 | 10 | 7  | 13 | 43 | 46 | -3  | 37  | Tứ kết      |
| 2015–16   | 1. liga  | thứ 8    | 30 | 12 | 4  | 14 | 37 | 51 | -14 | 40  | Vòng 64 đội |
| 2016–17   | 1. liga  | thứ 12   | 30 | 6  | 14 | 10 | 29 | 38 | -9  | 32  | Vòng 32 đội |
| 2017–18   | 1. liga  | thứ 12   | 30 | 6  | 13 | 11 | 23 | 32 | -9  | 31  | Tứ kết      |
| 2018–19   | 1. liga  | thứ 11   | 35 | 13 | 6  | 16 | 43 | 47 | -4  | 45  | Vòng 16 đội |
| 2019–20   | 1. liga  | thứ 9    | 30 | 11 | 9  | 10 | 35 | 35 | 0   | 42  | Tứ kết      |
| 2020–21   | 1. liga  | thứ 4    | 34 | 19 | 6  | 9  | 58 | 33 | 25  | 63  | Vòng 16 đội |

Ghi chú:
† Slovácko bị trừ 12 điểm do tham nhũng đã được chứng minh.

## Danh hiệu
- Cúp bóng đá Séc Á quân (2): 2005, 2009
- Czech 2. Liga Vô địch (1): 1999–2000
- Giải bóng đá Moravskoslezská Vô địch (1): 1996–97

## Thành tích tại đấu trường châu Âu
| Mùa giải | Giải đấu                      | Vòng đấu | Quốc gia  | Câu lạc bộ        | Sân nhà | Sân khách | Tổng tỉ số |
| -------- | ----------------------------- | -------- | --------- | ----------------- | ------- | --------- | ---------- |
| 2002     | UEFA Intertoto Cup            | V1       | Moldova   | Tiraspol          | 4–0     | 0–0       | 4–0        |
| 2002     | UEFA Intertoto Cup            | V2       | Thụy Điển | Helsingborg       | 4–0     | 0–2       | 4–2        |
| 2002     | UEFA Intertoto Cup            | V3       | Pháp      | Sochaux           | 0–3     | 0–0       | 0–3        |
| 2021-22  | UEFA Europa Conference League | VL2      | Bulgaria  | Lokomotiv Plovdiv |         |           |            |

## Thành tích câu lạc bộ

### Thành tích tại Giải bóng đá vô địch quốc gia Séc
- Thứ hạng tốt nhất: thứ 4 (2020–21)
- Thứ hạng tệ nhất: thứ 16 (2006–07)
- Trận thắng đậm nhất trên sân nhà : Slovácko 5–0 Plzeň (2000–01), Slovácko 5–0 Hradec Králové (2002–03), Slovácko 5–0 Brno (2013–14)
- Trận thắng đậm nhất trên sân khách: Příbram 0–4 Slovácko (2011–12), Teplice 0–4 Slovácko (2012–13)
- Trận thua đậm nhất trên sân nhà: Slovácko 0–4 Ostrava (2001–02), Slovácko 0–4 Zlín (2018–19)
- Trận thua đậm nhất trên sân khách: Brno 7–0 Slovácko (2010–11)